# Josef Moudrý

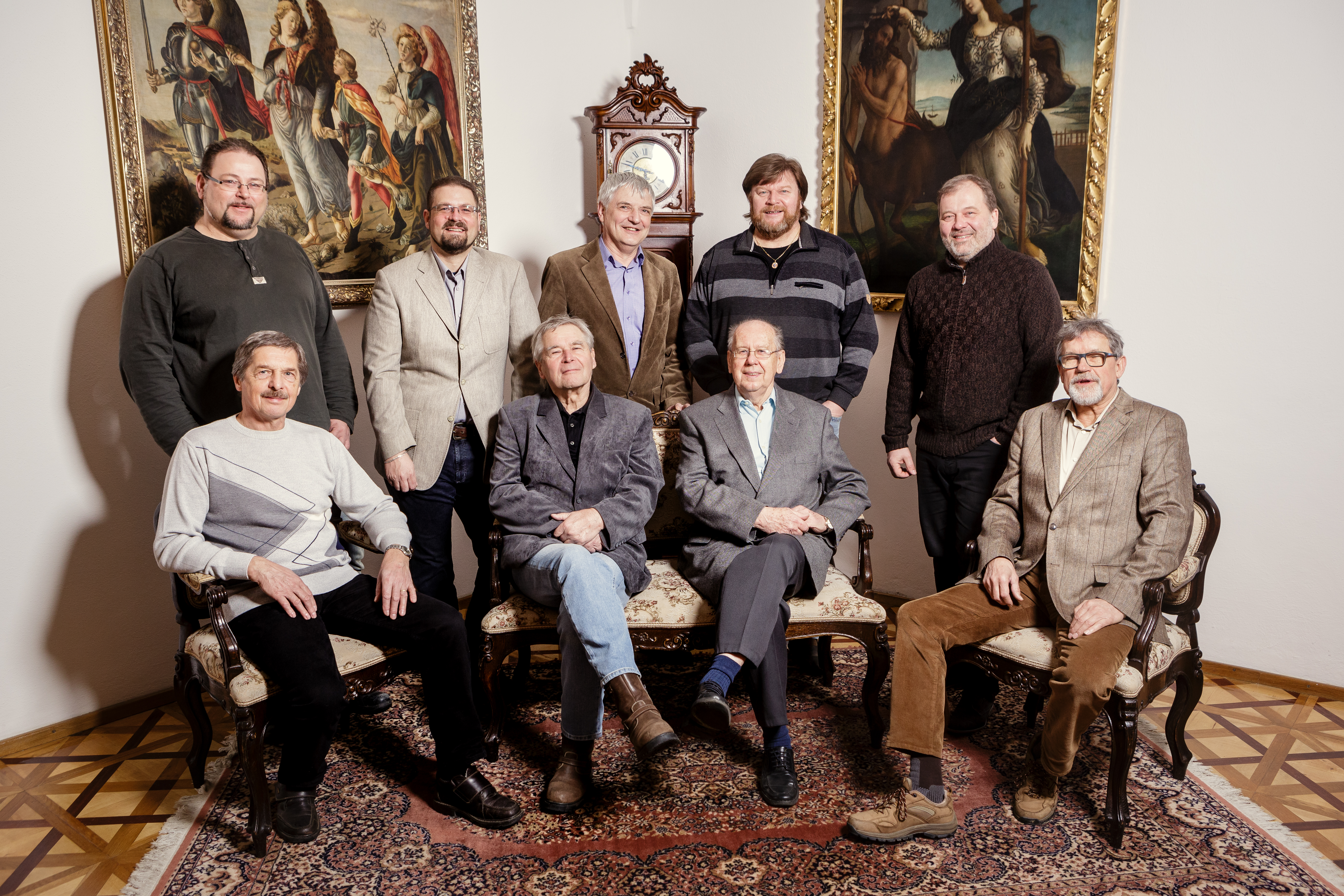
Josef Moudrý jako člen Spolku pro sochu Jana Očka

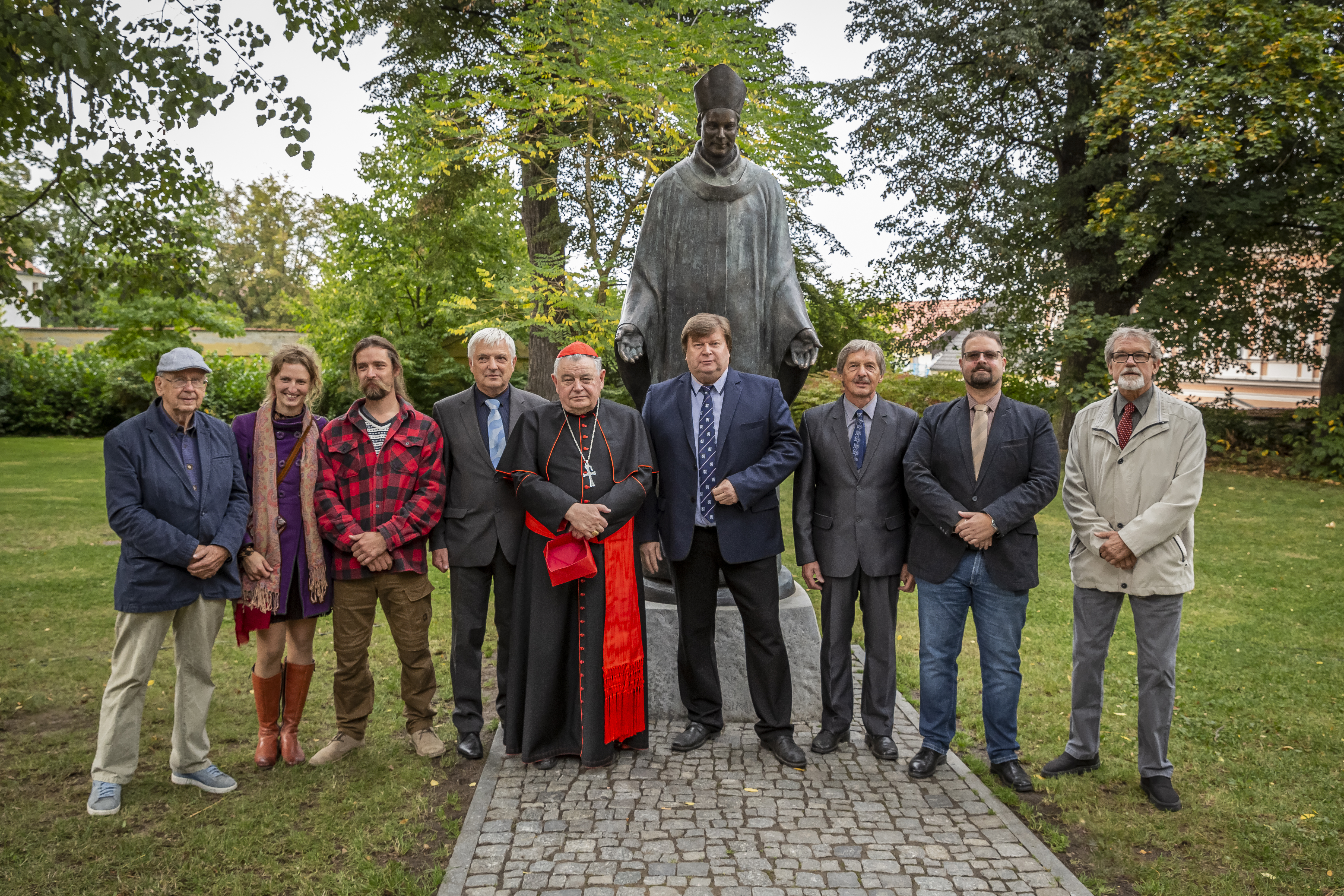
Odhalení sochy Jana Očka ve Vlašimi, Josef Moudrý zcela vlevo ve společnosti politiků a kardinála Dominika Duky

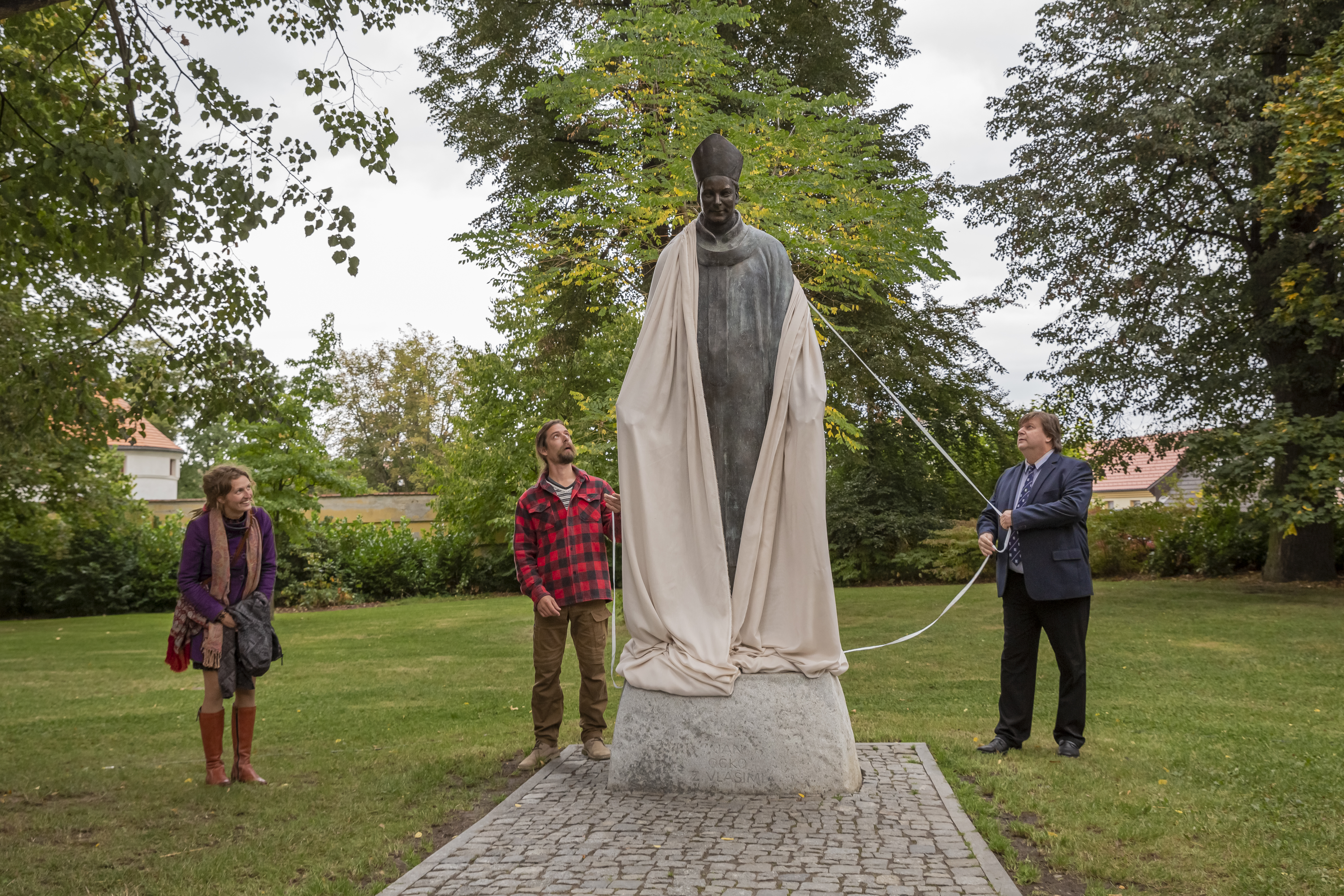
Odhalení sochy Jana Očka ve Vlašimi pod vedením starosty Vlašimi Luďka Jeništy a autorů sochy

Josef Moudrý (* 21. března 1937, Vlašim) je český regionální historik a publicista, který se specializuje na Vlašimsko. Publicista, badatel, spoluautor a autor knih o městě Vlašimi, bývalý kronikář Města Vlašimi, redaktor časopisu Dědictví Koruny české. Nositel ocenění Blanický rytíř v roce 2015. Po maturitě na Vyšší průmyslové škole elektrotechnické v Praze pracoval na různých technických funkcích v Energetických závodech (Koncepce elektrizační soustavy hl. m. Prahy, Příprava investiční výstavby). Po roce 1970 se vrátil do rodného města Vlašimi a začal se věnovat historii města Vlašimi a Podblanicka. V letech 2003 až 2013 působil jako kronikář města Vlašim a byl prvním iniciátorem postavení sochy Jana Očka z Vlašimi, ještě za starosty Josefa Volence (1990–1998).

## Životopis
Narodil se 21. března 1937 ve Vlašimi. Ve Vlašimi absolvoval základní školu. V Blatné byl žákem Odborného učiliště v oboru elektromontér silnoproudých zařízení. Po maturitě na Vyšší průmyslové škole elektrotechnické v Praze pracoval na různých technických funkcích v Energetických závodech (Koncepce elektrizační soustavy hl. m. Prahy, Příprava investiční výstavby) v Benešově a v Praze. Po roce 1970 se vrátil do rodného města Vlašimi a začal se věnovat historii města Vlašimi a Podblanicka.
Celý život se věnuje sběru a studiu historických dokumentů a pohlednic z této oblasti. Moudrý je známý svým zájmem o historii Vlašimska a příspěvky k zachování kulturního dědictví této oblasti. Jeho práce zahrnuje mnoho publikací, včetně knih a článků, které se zabývají historií Vlašimska a jeho památek. Moudrý je také aktivním členem místních organizací, které se snaží zachovat a propagovat kulturní dědictví Vlašimska. Je členem Spolku pro obnovu a ochranu kulturních památek ve Vlašimi a také spoluzakladatelem Vlašimského muzea. Jeho sbírka pohlednic z Vlašimska je velmi cenná a obsahuje mnoho unikátních a historicky významných kusů. Moudrý se také aktivně podílí na organizaci výstav a prezentací této sbírky. Díky svému zájmu o historii a kulturní dědictví Vlašimska se Josef Moudrý stal významnou osobností této oblasti. Jeho práce a přínos jsou velmi cenné pro zachování a propagaci kulturního dědictví Vlašimska.

## Titul Blanický rytíř
Rozhodnutím neziskových organizací z Podblanicka byla udělena čestná cena Blanický rytíř za celoživotní dílo panu Josefu Moudrému z Vlašimi. Tato cena je oceněním jeho mimořádného přínosu v oblasti osvěty v regionální historii. Během svého života projevoval aktivní zájem o českou a zejména podblanickou historii. Po odchodu do důchodu měl více času věnovat se tomuto tématu naplno. Své historické znalosti čerpal ze své rozsáhlé knihovny, archivů regionální literatury a studijních návštěv muzeí a archivů. Byl také sběratelem starých dobových pohlednic a fotografií Vlašimska. Josef Moudrý je dlouholetým členem České numismatické společnosti, České společnosti přátel drobné plastiky, Občanského sdružení Karel IV., Klubu přátel Podblanické galerie, Českého svazu ochránců přírody a aktivním členem Vlastivědného klubu P.A.N. Vlasáka ve Vlašimi. V letech 2003 až 2013 působil jako kronikář města Vlašim. Během této doby se podílel na aktualizaci stavebně historického průzkumu významných objektů ve městě. Společně s dalšími členy Vlastivědného klubu inicioval zřízení pamětní desky autoru Dějin města Vlašim, profesoru F. A. Slavíkovi. Také se podílel na obnově historického obrazu sv. Václava na domě č. 250 na Žižkově náměstí. V posledních letech inicioval osazování pamětních tabulek na domy a kamenných desek do chodníků, které připomínají významné osobnosti, pamětihodnosti a události ve městě. Josef Moudrý spolupracoval s Janem Svobodou na vydání dvou úspěšných publikací o historii Vlašimi. Jeho knihy Vlašim nejen na starých pohlednicích (2003) a Vlašim po stopách předků (2006) se staly nejčtenějšími tituly vlašimské knihovny. Spolupracoval také na vydání knihy s reprinty kolorovaných rytin Richarda Duška Ze staré Vlašimě (2009) a na vydání DVD Vlašimsko (2007). Pravidelně publikuje své články v časopise Pod Blaníkem, městském Zpravodaji a v časopise Dědictví Koruny české. V současnosti (2018) spolupracuje s profesorkou Zdeňkou Hladíkovou na vydání monografie o arcibiskupovi a prvním českém kardinálovi Janu Očkovi z Vlašimi, o kterém dosud nebyla vydána žádná publikace. Díky svým badatelským počinům a řadě osvětových projektů a aktivit v oblasti vlastivědy je Josef Moudrý jednoznačně zařazen mezi Blanické rytíře.

## Publikační činnost (autor, spoluautor)
- Vlašim nejen na starých pohlednicích, spoluautor Jan Svoboda, Město Vlašim, 2003.[2] Kniha zve čtenáře k poznání minulosti Vlašimi prostřednictvím vybraného souboru 160 barevných a černobílých pohlednic z let 1898 až 1946 a slovem na několika desítkách stran i z let dřívějších. Pohlednice zachycují tvář města i jeho obyvatel jak je ve své době pokládali vydavatelé za nejlépe ilustrativní a zajímavé.
- Vlašim po stopách předků, spoluautor Jan Svoboda, Město Vlašim, 2006.[2] Autoři zvou milovnice a milovníky Vlašimi k dalšímu poznání stop, které nám třeba nechtěně, zanechali ti, kteří zde po věky žili před námi. V šesti kapitolách (kraj předků: stopy víry, moci, poddanství, svobody; osobnosti) sledují autoři památky jejich života duchovního, mocenského i společenského.
- Zmizelá Vlašim, město v proměnách času, Město Vlašim, 2016. Autor zve čtenáře k nahlédnutí do nedávné minulosti města, a pokouší se z větší části zdokumentovat a zavzpomínat na zaniklé vlašimské ulice a domy. Po několika letech se podařilo autorovi za přispění mnohých příznivců historie získat mnohé, dnes již dobové fotografie z naší minulosti.
- Vlašimský uličník, Město Vlašim, 2018.[2]
- Spolupráce: Ze staré Vlašimě, R. Dušek, Pod Blaníkem, 2008.

Zajišťoval reprinty málo dostupných publikací, vydavatel Město Vlašim:
- Ant. Nor. Vlasák, Okres Vlašimský, 1874, reprint 2011.
- Ant. Podlaha, Posvátná místa Království českého (obsahující Vikariát Vlašimský), 1909, reprint 2017.